# Lophodermella morbida
Lophodermella morbida är en svampart som beskrevs av Staley & Bynum 1972. Lophodermella morbida ingår i släktet Lophodermella och familjen Rhytismataceae.   Inga underarter finns listade i Catalogue of Life.